# Ойя (кружево)

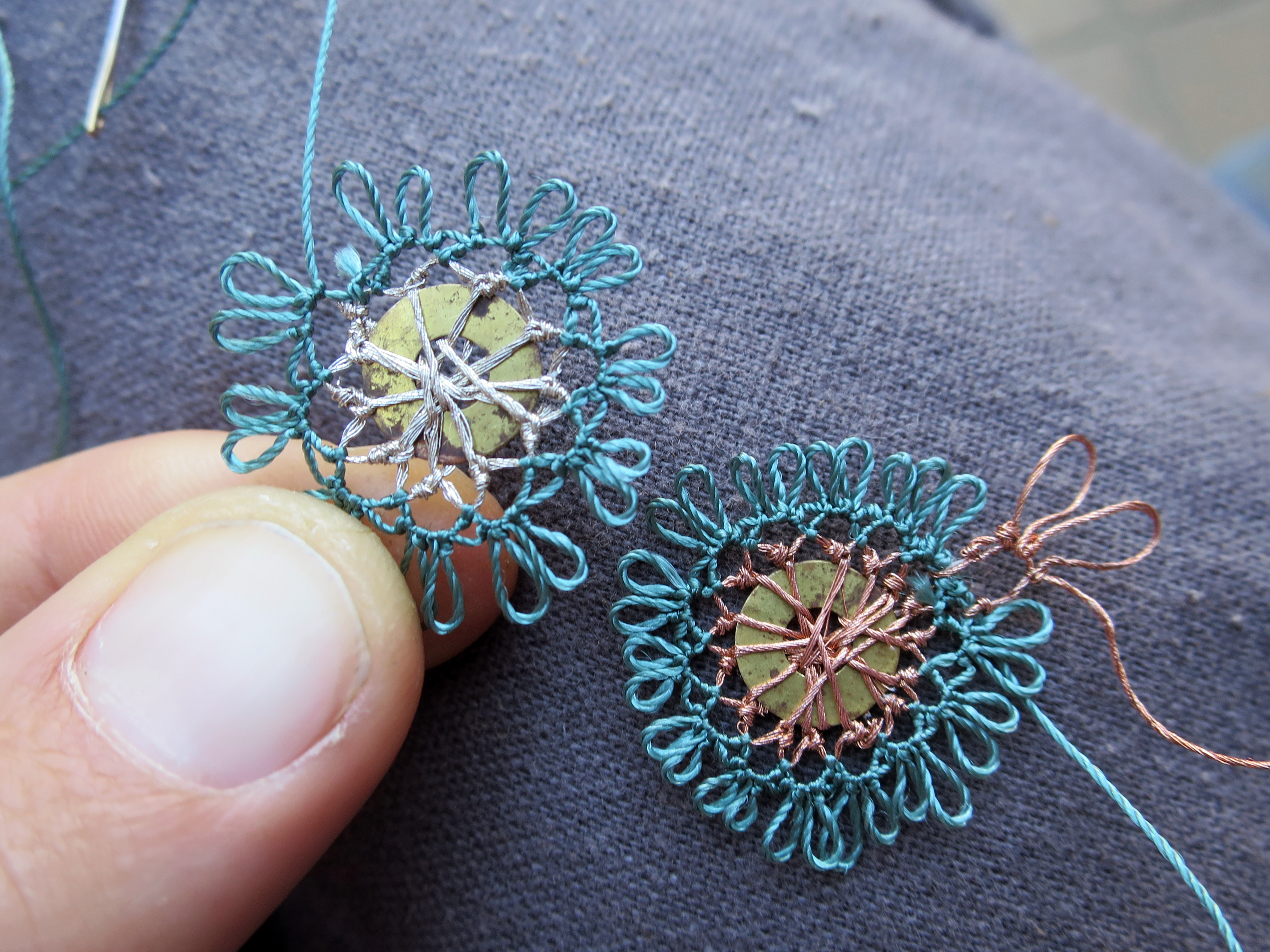

Ойя, «турецкое кружево» — игольное кружево различных форм узких кружевных лент, которые носят в восточной и южной частях Средиземноморья, а также в Армении.

## История
Считается, что он восходит к VIII веку до нашей эры фригийцам Анатолии. Некоторые исследователи утверждают, что рукоделие и декоративная окантовка распространились из Анатолии XII века в Грецию, а оттуда через Италию в Европу.
Ойя появляется в различных формах и мотивах, самые красивые образцы сделаны аристократическими, городскими и опытными мастерицами в Османском дворце.
Молодые девушки, новобрачные традиционно передавали свою любовь, надежды, ожидания и счастье через ойю, которую они носили. Многие мотивы вдохновлены природой, обычно это цветы и фауна, обитающие в сельской местности Турции. По мере развития ремесла различные мотивы стали приобретать определённое символическое значение, почти как тайный язык между женщинами. Например, женщины носили ойю с разными цветами в зависимости от возраста; пожилые женщины носили крошечные полевые цветы, а молодые женщины и невесты — розы, жасмин, гвоздики, фиалки, фуксию; желтые нарциссы означали безнадежную любовь; жена, чей муж уехал на заработки за границу, обвязывала голову шиповником; влюбленная девушка носила фиолетовые гиацинты. 
К XXI веку появилась машинная ойя, но она не так популярна, как ручная версия, которая считается более «живой».

## Современность
Сегодня данный тип кружев по-прежнему очень популярен среди турецкой элиты, пользуется большим спросом и предметом коллекционирования.
Ремесло ойя — уникальный язык турецких женщин.

## Применение
Ойя используется как на головных уборах и шарфах женщин, так и на нижнем белье.
Также используется и на верхней одежде, часто на домашнем текстиле, таком как края полотенец, кружевных салфеток и скатертей.
В районе Эгейского моря даже мужские головные уборы были украшены слоями ойи. Современная ойя также используется в ювелирном деле.

## Виды
К основным типам относятся игла, сделанная ойя (обычно трехмерная), ойя, связанная крючком, и шпилька ойя. Его часто сочетают с бисером, пайетками и другими декоративными элементами.